# Cantidad (fonética)
En fonética, la cantidad o la longitud es una característica de aquellos sonidos que tienen una duración claramente ampliada en comparación con otros sonidos. Hay vocales largas y consonantes largas (estas últimas suelen llamarse geminadas).
Muchas lenguas no tienen una longitud distintiva. Entre las lenguas que tienen una longitud distintiva, sólo hay unas pocas que tienen tanto una longitud vocálica distintiva como una longitud consonántica distintiva. Lo más habitual es que sólo haya una o que dependan la una de la otra.
Las lenguas que distinguen las longitudes suelen tener sonidos largos y cortos. El mixe es una lengua que tiene tres niveles distintivos de longitud vocálica. Algunas variedades de bajo alemán/bajo sajón de los alrededores de Hamburgo y algunas variedades de franco del Mosela y franco ripense también los tienen.
En sentido estricto, un sonido largo y otro corto debería ser idéntico salvo por su longitud. Sin embargo, en algunas lenguas hay pares de fonemas que tradicionalmente se consideran pares largos-cortos aunque difieran no sólo en longitud, sino también en calidad, por ejemplo la "e larga" del inglés, que es /iː/ (como en feet /fiːt/) vs. la "i corta", que es /ɪ/ (como en fit /fɪt/) o la "e larga" del alameán, que es  /eː/ (como en Beet /beːt/ 'terraza de cultivo') vs. la "e corta", que es /ɛ/ (como en Bett /bɛt/ 'cama'). Además, el contorno tonal puede reforzar la longitud, como en el estonio, donde la longitud excesiva es concomitante con una variación tonal que se asemeja a la marca de acento tonal. 
En la transcripción en el Alfabeto Fonético Internacional, las vocales o consonantes largas se anotan con el signo de longitud (Unicode U+02D0) después de la letra. Los diacríticos pueden aparecer sobre la letra base, el signo de longitud o ambos. Por ejemplo, en algunas variedades no róticas del inglés, la /t/ de la palabra party puede estar casi elidida, permaneciendo sólo un poco de voz respiratoria, en cuyo caso se puede transcribir [ˈpɑː̤ɪ]. 
Cuando tanto la longitud como el tono son moraicos, un diacrítico de tono puede aparecer dos veces, como en [sáː̀] (tono descendente sobre una vocal larga). Un morfema puede reducirse a la longitud más la nasalización, en cuyo caso una palabra podría transcribirse [saː̃]. Si la longitud es morfémica, los morfemas serían  /ː̀/ y /ː̃/. En esta fonología no lineal, el rasgo de longitud no suele ser un rasgo de un segmento sonoro concreto, sino de toda la sílaba. 